# Морозов, Иван Иванович (Герой Советского Союза, 1922)
Иван Иванович Морозов (1922—2003) — полковник Советской Армии, участник Великой Отечественной войны, Герой Советского Союза (1945).

## Биография
Иван Морозов родился 16 января 1922 года в Смоленске. После окончания неполной средней школы и механизаторских курсов работал механиком. Занимался в аэроклубе. В мае 1941 года Морозов был призван на службу в Рабоче-крестьянскую Красную Армию. В том же году он окончил Свердловскую военную авиационную школу пилотов. С июля 1942 года — на фронтах Великой Отечественной войны.
К маю 1945 года гвардии капитан Иван Морозов командовал эскадрильей 110-го гвардейского штурмового авиаполка 6-й гвардейской штурмовой авиадивизии 2-го гвардейского штурмового авиакорпуса 2-й воздушной армии 1-го Украинского фронта. К тому времени он совершил 137 боевых вылетов на штурмовку скоплений боевой техники и живой силы противника, нанеся ему большие потери, лично сбил 2 вражеских самолёта.
Указом Президиума Верховного Совета СССР от 27 июня 1945 года за «образцовое выполнение боевых заданий командования на фронте борьбы с немецкими захватчиками и проявленные при этом мужество и героизм» гвардии капитан Иван Морозов был удостоен высокого звания Героя Советского Союза с вручением ордена Ленина и медали «Золотая Звезда» за номером 7956.
После окончания войны Морозов продолжил службу в Советской Армии. В 1952 году он окончил Высшие лётно-тактические курсы. В 1960 году в звании полковника Морозов был уволен в запас. Проживал в Киеве.
Умер 5 февраля 2003 года, похоронен на Лесном кладбище Киева.
Был также награждён двумя орденами Красного Знамени, орденом Александра Невского, тремя орденами Отечественной войны 1-й степени, двумя орденами Красной Звезды и рядом медалей.